# George Jean Nathan

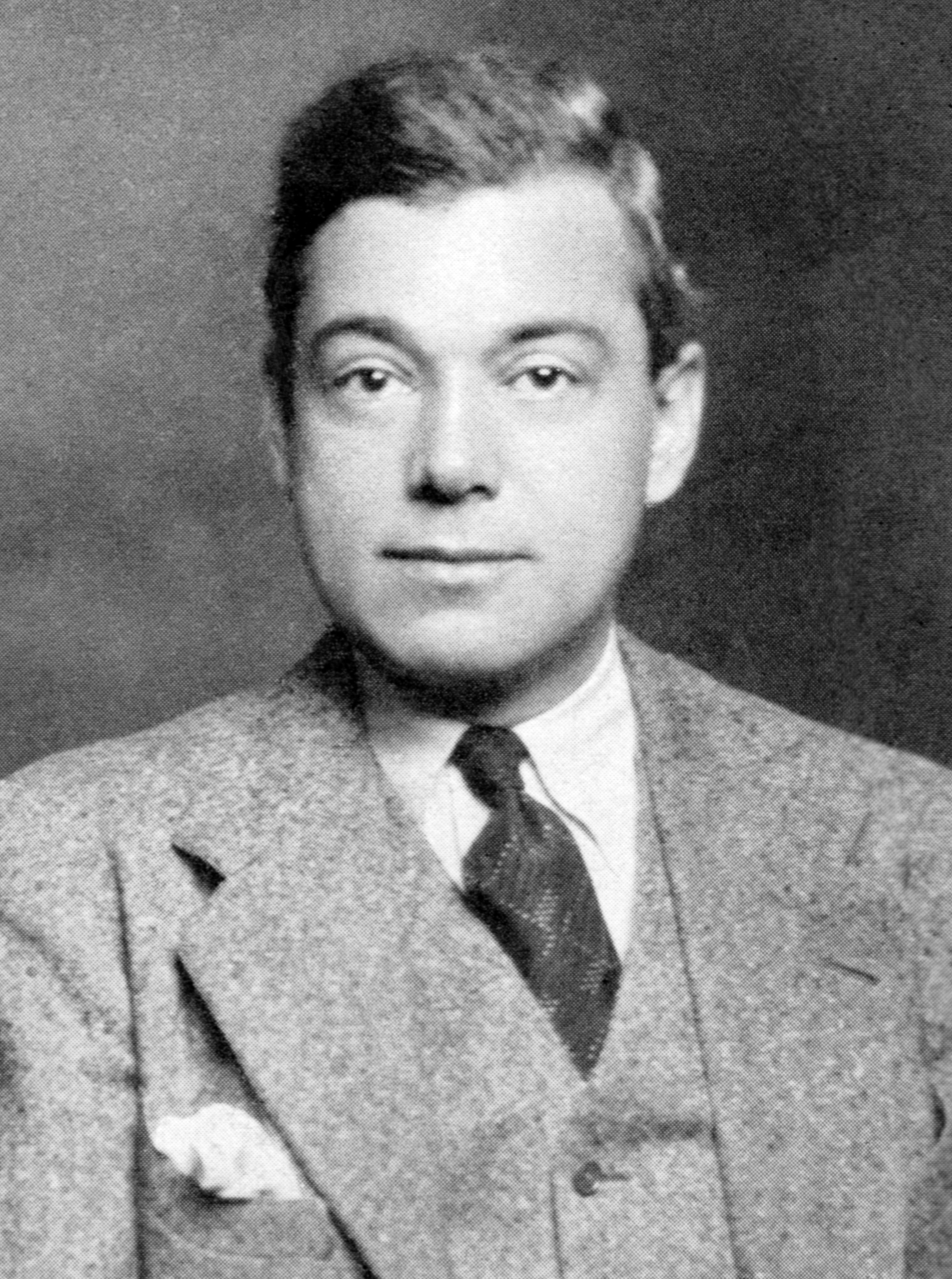
George Jean Nathan (1928)

George Jean Nathan (* 14. Februar 1882 in Fort Wayne, Indiana; † 8. April 1958 in New York) war ein US-amerikanischer Theaterkritiker, Schriftsteller und Redakteur.

## Leben

### Jugend
Sein Vater war ein vermögender Wein- und Spirituosenhändler. Ursprünglich wurde Nathan von Tutoren zu Hause unterrichtet. Als sein Vater die Familie verließ, nahm ihn seine Mutter mit nach Cleveland, Ohio, wo er auf die High School ging. Nathan studierte an der Cornell University, wo er ein Meisterfechter war und der Studentenvereinigung Quill and Dagger angehörte. Er gab auch die College-Zeitung Sun heraus sowie Widow, ein Humor-Magazin der Universität. Nach dem Studienabschluss im Jahr 1904 arbeitete Nathan als Reporter für den New York Herald.

### Theaterkritiker
George Bernard Shaw nannte Nathan „den besten lebenden Theaterkritiker.“ Insgesamt veröffentlichte er Artikel in 29 Zeitschriften.
Seine Arbeit als Theaterjournalist begann, als er mit dem Arbeitsalltag als Reporter unzufrieden wurde. Er verließ den Herald, schrieb für unterschiedliche Zeitschriften und erhielt in der Folge einen Ruf als Theaterkritiker. 1908 schrieb er Kritiken für The Smart Set und traf auf Henry L. Mencken. Beide befreundeten sich und übernahmen 1914 gemeinsam die Chefredaktion. 1924 veröffentlichten sie die Zeitschrift The American Mercury. Nathan war ebenfalls Gründer und Redakteur des American Spectator (1932–1935).
Durch seine zahlreichen Kritiken über Broadway-Shows wurde er in manchen Theaterkreisen unbeliebt. Zu den Dramatikern Eugene O’Neill und Seán O’Casey hatte er allerdings eine gute Beziehung; er förderte sie.
Nathan erlangte mit der Zeit das Image eines Frauenhelden. Er hatte Beziehungen mit zahlreichen Schauspielerinnen, unter ihnen die Schauspielerin Lillian Gish. Sie verließ ihn, als sie von seiner bislang verborgenen jüdischen Herkunft erfuhr. Er wohnte im Royalton Hotel.
Im Jahr 1955 heiratete er die fast 30 Jahre jüngere Film- und Broadwayschauspielerin Julie Haydon (ihre erste Filmrolle war 1935 in Noël Cowards Ein charmanter Schurke). Nathan starb drei Jahre danach im Alter von 76 Jahren in New York.

## George Jean Nathan Award
Der George Jean Nathan Award ist ein Preis für zeitgenössische amerikanische Theaterkritik und wurde durch ein testamentarisches Vermächtnis des Namensgebers etabliert. Es ist mit US$ 10.000 dotiert und wird jährlich verliehen.

## Werke
Nathan veröffentlichte über 40 Bücher und ein Theaterstück (The Eternal Mystery, 1913). Fast alle Bücher sind Sammlungen seiner Zeitungsartikel. Einige der wichtigsten sind:
- The Critic and the Drama, 1922 (ISBN 0-8386-7964-1).
- The Autobiography of an Attitude, 1925.
- The Intimate Notebooks of George Jean Nathan, 1932.
- A. L. Lazarus, Ed., A George Jean Nathan Reader. Fairleigh Dickinson University Press, 1990. ISBN 0-8386-3369-2.

### Nachlass
Nathans Nachlass vermachte er dem Archiv der Cornell University. Darin sind u. a. Eugene O’Neills Briefe an den Kritiker enthalten.